# A. K. Khandker
Abdul Karim Khandker (né en 1930) est un ancien ministre de la planification du gouvernement du Bangladesh. Diplomate à la retraite, il a été chef d'état-major adjoint des forces armées du Bangladesh pendant la guerre de libération du Bangladesh.

## Jeunesse
Khandker est né en 1930 dans une famille musulmane respectée de Pabna, de Khandker Abdul Latif et Arefa Khatun. Il a obtenu son diplôme en 1947 et ISC en 1949. Il a terminé ses études au Pakistan Air Force  College en 1952 et en 1965 au Pakistan Air Force Staff College.

## Carrière
Khandker a commencé sa carrière de pilote GD en 1951. Il a servi dans un escadron de chasse jusqu'en 1955 puis il est devenu instructeur de vol. Il a été à l'Académie PAF jusqu'en 1957 en tant qu'instructeur. Il a été commandant d'escadrille à l'École des instructeurs de vol jusqu'en 1958. Plus tard, il est devenu commandant d'escadrille à l'Escadron de conversion de chasseurs à réaction où il a servi jusqu'en 1960.
Khandker a été commandant d'escadron à l'Académie des forces aériennes du Pakistan jusqu'en 1961. Par la suite, il est devenu commandant d'escadron de l'Escadron de conversion de chasseurs à réaction où il a servi jusqu'en 1965. Il a servi comme officier commandant de l'escadre d'entraînement à l'Académie de la PAF en 1966. Il est devenu PSA en 1965, après avoir fréquenté l'école d'état-major de l'armée de l'air pakistanaise. A K Khandker a été président du Conseil de planification du PAF de 1966 à 1969. Plus tard, il a été affecté à Dacca comme commandant en second de la base de la PAF en 1969.

### Guerre de libération du Bangladesh
Khandker a été affecté à la base aérienne pakistanaise de Dacca en tant que commandant en second lorsque la guerre de libération a commencé en 1971,. Le 12 mai 1971, il a fait défection avec sept officiers bengalis et quelques aviateurs de la base de Dacca de l'armée de l'air pakistanaise à Tripura pour s'engager dans la guerre de libération et a atteint Matin Nagar, Tripura le 15 mai 1971. Le gouvernement bangladais de Mujibnagar l'a nommé chef d'état-major adjoint des forces armées bangladaises et lui a confié la responsabilité des opérations ainsi que la formation des combattants de la liberté. Il a étroitement collaboré avec les hauts responsables du Commandement de l'Est de l'Inde situé à Fort William, à Calcutta, au sujet des stratégies d'entraînement des combattants de la liberté ainsi que de l'ensemble des opérations. Il a mis sur pied la toute première force aérienne du Bangladesh à Dimapur, au Nagaland, pendant la guerre. L'armée de l'air du Bangladesh, dont les effectifs et les ressources sont limités à neuf officiers, cinquante-sept aviateurs et trois avions, a mené un nombre important d'opérations contre les envahisseurs pakistanais. Il a représenté le Bangladesh lors de la cérémonie de reddition des forces pakistanaises aux forces alliées, le 16 décembre 1971, sur un champ de course. Il a reçu le prix de bravoure de Bir Uttom (en) en 1972 pour son rôle dans la guerre de libération.

### Après-guerre
Sheikh Mujibur Rahman, après l'indépendance, a nommé Khandker chef d'état-major de l'armée de l'air reconstituée. Il a laissé une marque durable dans le développement de la Force aérienne nouvellement constituée. Au cours des deux années suivantes, il a constitué un escadron de chasseurs, un escadron d'hélicoptères et deux unités radar à son effectif. Il a servi dans l'armée de l'air du Bangladesh en tant que chef de l'armée de l'air pendant la période 1972-1975,. Il a été le premier président du transporteur national Biman Bangladesh Airlines pour la période 1972-1973.
Au cours du mandat du gouvernement précédent de 2001 à 2006, Khandker est reconnu comme le principal architecte de l'établissement du « Forum des commandants de secteur » en organisant les commandants de secteur et de sous-secteur de la guerre de libération qui ont mené un mouvement fort contre les pro-Jamaat et autres criminels de guerre présumés. Il a reçu le prix de l'indépendance en 2011.
Khandker a été nommé Haut Commissaire du Bangladesh en Australie et a servi la mission de 1976 à 1982. Plus tard, il est devenu Haut Commissaire du Bangladesh en Inde pour la période 1982-1986. En 1986, il a été nommé conseiller du Président et a ensuite servi le pays en tant que ministre de la Planification jusqu'en 1990. Il a été élu député en 1998 et 2009 dans la circonscription de Pabna-2 (Sujanagar). En 2009, il a été intronisé comme ministre de cabinet à part entière et a été nommé ministre de la Planification.

## Controverse
En 2014, Khandaker a écrit ses mémoires 1971 Bhetory Baire (1971 :Intérieur et extérieur) et a été salué par l'historien Sirajul Islam (en) qui a déclaré que « le livre a fourni une présentation équilibrée de l'histoire et les grandes lignes de la guerre et l'intérêt des différents groupes concernés par la guerre est venu en elle ». Il critique le rôle des dirigeants de la Ligue Awami pendant la Libération en affirmant que les dirigeants politiques n'ont pas joué le rôle qui leur revenait.
De ce fait, il s'est attiré la colère du gouvernement au pouvoir de la Ligue Awami, pour avoir créé des « faits historiques déformants » sur l'histoire de la guerre de libération du Bangladesh, car il a écrit dans son livre que Sheikh Mujibur Rahman a terminé son discours du 7 mars avec « Joy Pakistan ». Il s'est ensuivi, au Parlement, que les législateurs de la Ligue Awami ont exigé que le livre soit interdit et que ses exemplaires soient confisqués. Ils ont également exigé le dépôt d'une plainte pour sédition contre l'écrivain, qui est également un commandant de secteur de la guerre de libération. Le législateur de la Ligue Awami, Sheikh Fazlul Karim Selim (en), a déclaré que le livre « a déformé les faits historiques et violé la constitution du pays en donnant de telles informations trompeuses sur Bangabandhu ». « Je doute qu'il ait écrit ce livre en prenant une énorme somme d'argent à une agence », ajoute-t-il. Mohammed Nasim a déclaré : « Bangabandhu Sheikh Mujibur Rahman a décerné à AK Khandaker le prix Bir Uttam, mais il (Khandaker) a insulté le père de la nation en étendant son soutien à Khondaker Mostaq Ahmad. Le Premier ministre Sheikh Hasina l'a nommé ministre, mais il a écrit un livre contre Bangabandhu ».
En réponse, Khandaker a démissionné du Forum des commandants de secteur. Il a ensuite été déclaré persona non grata dans le district de Gazipur et les avocats progouvernementaux ont exigé le retrait de tous ses titres.